# Grandes éxitos (álbum de Los Prisioneros)
Grandes éxitos es un disco recopilatorio lanzado en 1991 por la banda chilena Los Prisioneros.
Cuando el grupo se disolvió, lanzaron este álbum con el fin de mostrar al público su carrera musical en una forma de cronología retrospectiva, con todos los sencillos promocionales que publicaron desde La voz de los '80 (1984) hasta Corazones (1990).
Todas las canciones incluidas en este álbum fueron remezcladas. Sexo y Pa pa pa fueron extraídas de versiones totalmente nuevas no publicadas anteriormente en Chile y sólo disponibles en el disco "Los Prisioneros" de 1988 y en la edición latinoamericana de La cultura de la basura (1987), dándoles un sonido totalmente renovado y actualizado. Por razones desconocidas, EMI-Odeón relanzó este disco en 1997 con todas las versiones originales publicadas en Chile, incluyendo Sexo y Pa pa pa dejando en el olvido aquellas remezclas.
En este álbum se publicó por primera vez en Chile el sencillo «We are sudamerican rockers», una canción que no se encontraba disponible en ningún formato físico, junto a este lanzamiento, se publicó en Ecuador como lado B de un sencillo de 45 RPM. 
En el extranjero, la distribución de Grandes éxitos estuvo a cargo de Capitol Records.
El disco fue acompañado por un VHS con los videoclips de las canciones, más un documental biográfico de la banda y extras, en donde destacaban la versión acústica de «Paramar» y el video de «El cobarde» (canción del bootleg Beaucheff 1435 hasta entonces inédita y que sería incluida como rareza en el álbum compilatorio Ni por la razón, ni por la fuerza, en 1996).
Tras el lanzamiento de Antología, su historia y sus éxitos (2001), el disco quedó descatalogado.

## Lista de canciones

### Versión EMI 1991
| N.º | Título | Vocalista principal | Duración |  |
| 1.  | «La voz de los '80» | Jorge González      | 4:10     |  |
| 2.  | «Sexo (Editado en el año 1988 en el Disco de Vinilo Los Prisioneros publicado por Emi Colombia, Venezuela, Ecuador y Perú, Reeditado por primera vez en CD en el año 2006 Disco Serie 10 por Emi Colombia)» | Jorge González      | 4:34     |  |
| 3.  | «¿Quién mató a Marilyn?» | Miguel Tapia        | 3:08     |  |
| 4.  | «Muevan las industrias» | Jorge González      | 4:05     |  |
| 5.  | «¿Por qué no se van?» | Jorge González      | 2:59     |  |
| 6.  | «El baile de los que sobran» | Jorge González      | 5:33     |  |
| 7.  | «We are sudamerican rockers» | Jorge González      | 3:34     |  |
| 8.  | «Que no destrocen tu vida» | Jorge González      | 4:15     |  |
| 9.  | «Pa pa pa (Editado en el año 1988 en el Disco de Vinilo La Cultura de la Basura edición Latinoamericana publicado por Emi Colombia, Venezuela, Ecuador y Perú)»                                             | Jorge González      | 3:29     |  |
| 10. | «Tren al sur» | Jorge González      | 5:35     |  |
| 11. | «Estrechez de corazón» | Jorge González      | 6:22     |  |
| 12. | «Corazones rojos» | Jorge González      | 3:30     |  |

### Versión EMI 1997
| N.º | Título                       | Vocalista principal | Duración |  |
| 1.  | «La voz de los '80»          | Jorge González      | 4:10     |  |
| 2.  | «Sexo»                       | Jorge González      | 4:34     |  |
| 3.  | «¿Quién mató a Marilyn?»     | Miguel Tapia        | 3:08     |  |
| 4.  | «Muevan las industrias»      | Jorge González      | 4:05     |  |
| 5.  | «¿Por qué no se van?»        | Jorge González      | 2:59     |  |
| 6.  | «El baile de los que sobran» | Jorge González      | 5:33     |  |
| 7.  | «We are sudamerican rockers» | Jorge González      | 3:34     |  |
| 8.  | «Que no destrocen tu vida»   | Jorge González      | 4:15     |  |
| 9.  | «Pa pa pa»                   | Jorge González      | 3:29     |  |
| 10. | «Tren al sur»                | Jorge González      | 5:35     |  |
| 11. | «Estrechez de corazón»       | Jorge González      | 6:22     |  |
| 12. | «Corazones rojos»            | Jorge González      | 3:30     |  |

### Versión EMI 2002 (Serie Rock Chileno 80's)
| N.º | Título | Vocalista principal | Duración |  |
| 1.  | «La voz de los '80» | Jorge González      | 4:10     |  |
| 2.  | «Sexo (Editado en el año 1988 en el Disco de Vinilo Los Prisioneros publicado por Emi Colombia, Venezuela, Ecuador y Perú, Reeditado por primera vez en CD en el año 2006 Disco Serie 10 por Emi Colombia)» | Jorge González      | 4:34     |  |
| 3.  | «¿Quién mató a Marilyn?» | Miguel Tapia        | 3:08     |  |
| 4.  | «Muevan las industrias» | Jorge González      | 4:05     |  |
| 5.  | «¿Por qué no se van?» | Jorge González      | 2:59     |  |
| 6.  | «El baile de los que sobran» | Jorge González      | 5:33     |  |
| 7.  | «We are sudamerican rockers» | Jorge González      | 3:34     |  |
| 8.  | «Que no destrocen tu vida» | Jorge González      | 4:15     |  |
| 9.  | «Pa pa pa (Reedición del Disco Ni Por La Razón, Ni Por La Fuerza de 1996)» | Jorge González      | 3:29     |  |
| 10. | «Tren al sur» | Jorge González      | 5:35     |  |
| 11. | «Estrechez de corazón» | Jorge González      | 6:22     |  |
| 12. | «Corazones rojos» | Jorge González      | 3:30     |  |